# 케임브리지 협정
케임브리지 협정(영어: Cambridge Agreement)는 1629년 8월 29일에 잉글랜드의 케임브리지에서 매사추세츠만 회사주주들간에 맺어진 협정이다.
이 협정으로 인해, 매사추세츠로 떠날 주주들과 잉글랜드에 남아 있을 주주들간에 주식거래가 성립이 되도록 하였고, 이 협정의 결과로 매사추세츠주의 보스턴이 탄생하는 계기가 되었다.
이 협정으로 매사추세츠만 식민지가 뉴잉글랜드 지역에서 관리되는 결과를 갖게 되었다.
식민지로 떠나는 자들의 대표였던 존 윈스럽은 1629년 10월에 식민지의 주지사가 되었다.
이 협정에는 12명의 서약자가 있는 데, 그 중에는 존 윈스럽과 윌리엄 핀촌이 있다.